# Розділена різниця
Розділена різниця — узагальнення поняття похідної. Розділена різниця нульового порядку функції {\displaystyle f(x)} — сама функція {\displaystyle f(x)}. Розділена різниця порядку {\displaystyle n} визначається через розділену різницю порядку {\displaystyle n-1} за формулою
{\displaystyle f(x_{0};x_{1};\dots ;x_{n})={\frac {f(x_{1};\dots ;x_{n})-f(x_{0};\dots ;x_{n-1})}{x_{n}-x_{0}}}}.
Для розділеної різниці також справедлива формула
{\displaystyle f(x_{0};x_{1};\dots ;x_{n})=\sum _{j=0}^{n}{\frac {f(x_{j})}{\prod \limits _{i=0 \atop i\neq j}^{n}(x_{j}-x_{i})}}}.
З цієї формули слідує, що розділена різниця є симетричною функцією від своїх аргументів (тобто при будь-якій їх перестановці не змінюється), а також те, що при фіксованих {\displaystyle x_{0};\ldots ;x_{n}} розділена різниця — лінійний функціонал від функції {\displaystyle f}: {\displaystyle (a_{0}f_{0}+a_{1}f_{1})(x_{0};\ldots ;x_{n})=a_{0}f_{0}(x_{0};\ldots ;x_{n})+a_{1}f_{1}(x_{0};\ldots ;x_{n})}.
Через розділені різниці можна виразити многочлен Лагранжа:
{\displaystyle L_{n}(x)=\sum _{i=1}^{n-1}f(x_{1};\dots ;x_{i})\omega _{i}(x)}, де {\displaystyle \omega _{i}(x)=(x-x_{1})(x-x_{2})\cdots (x-x_{i})}.
Завдяки цій формулі можливо після попередніх обчислень розділених різниць за {\displaystyle O(n^{2})} кроків (з меншою, ніж в інших алгоритмах константою) вирахувати многочлен Лагранжа в будь-якій точці за {\displaystyle O(n)} кроків.